# Campet-et-Lamolère
Campet-et-Lamolère là một xã trong tỉnh Landes ở Aquitaine tây nam nước Pháp

## Biến động dân số
| Năm | 1962 | 1968 | 1975 | 1982 | 1990 | 1999 | 2006 |
| --- | ---- | ---- | ---- | ---- | ---- | ---- | ---- |
| Dân số | 309  | 317  | 274  | 291  | 280  | 266  | 324  |
| From the year 1962 on: No double counting—residents of multiple communes (e.g. students and military personnel) are counted only once. |      |      |      |      |      |      |      |

1. ↑  Campet-et-Lamolère sur le site de l'Insee